# Hirschhof (Aalen)
Das Gehöft Hirschhof ist ein Teilort von Aalen.

## Lage und Verkehrsanbindung
Der Hirschhof liegt östlich des Stadtkerns von Aalen. Er liegt direkt über dem Hirschbachtal.

## Geschichte
Der Hof Hirschhof wurde das erste Mal 1529 erwähnt. In früherer Zeit hieß der Ort Klein-Himmlingen. Er gehörte im 16. Jahrhundert der Stadt Aalen und dem Kloster Ellwangen. Der Hof gehörte bis 1936 zur Gemeinde Unterkochen.
1854 wohnten im Hirschhof 4 Menschen.

## Galerie

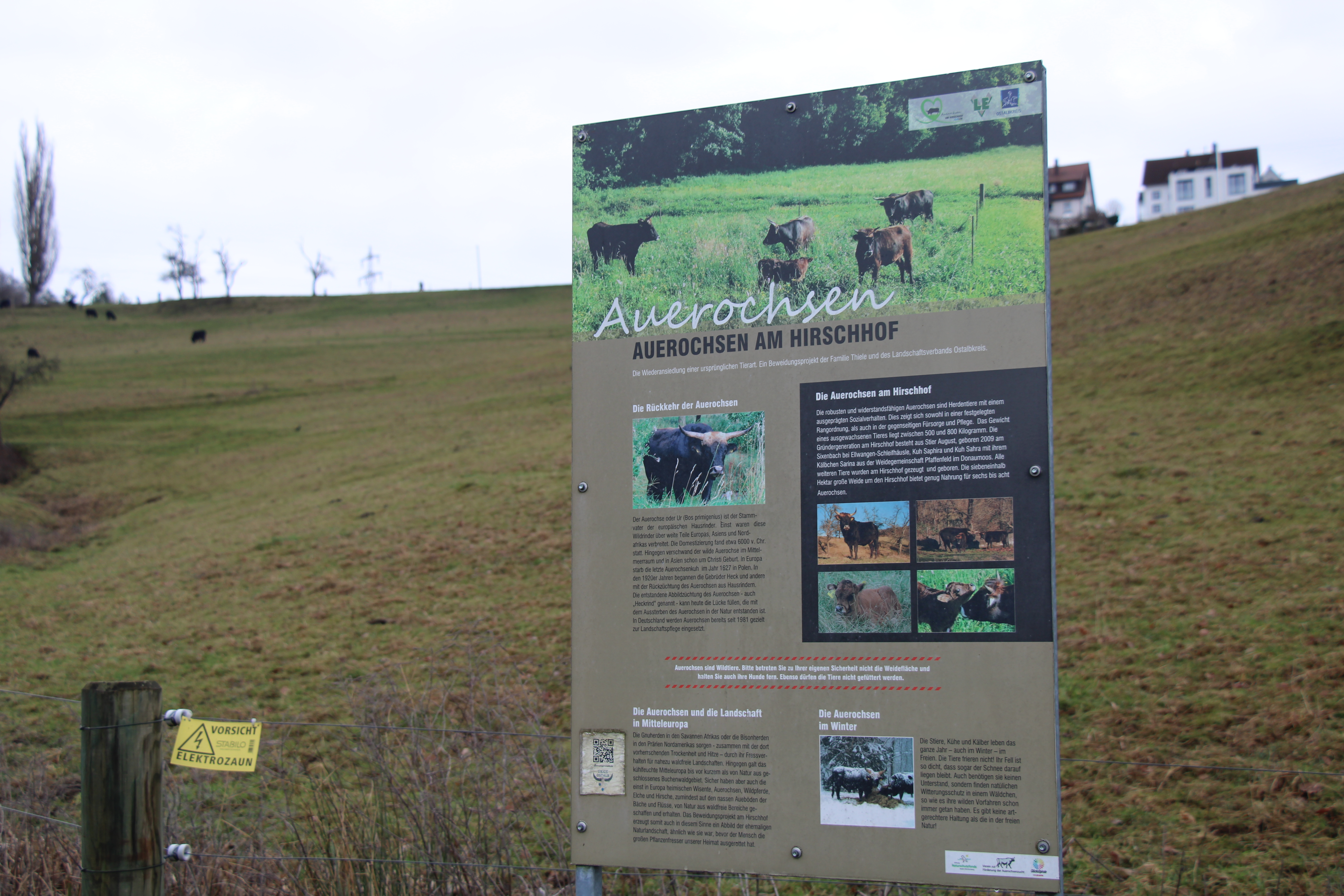
Auerochsen am Hirschhof